# 발리 요리

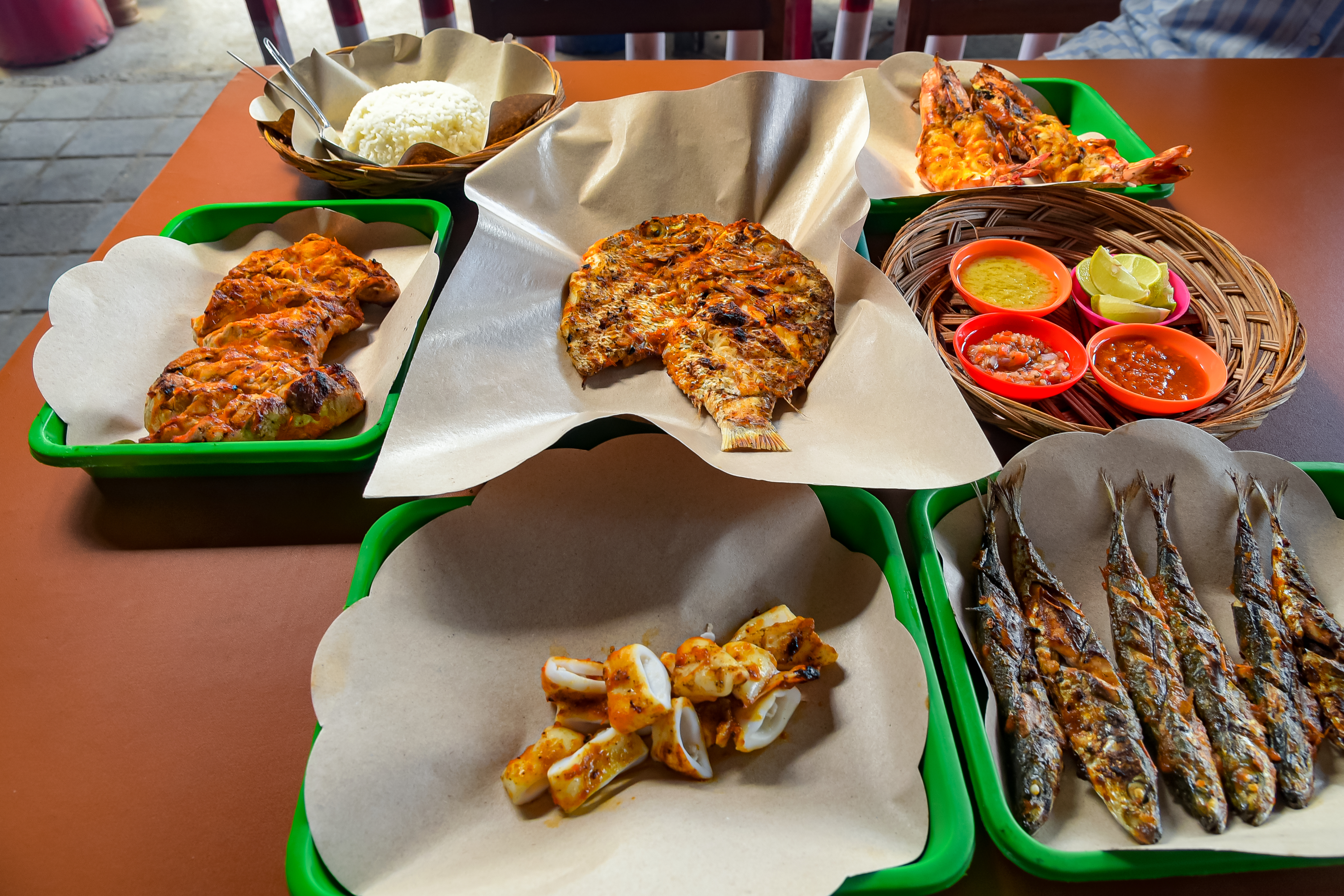
발리 요리

발리 요리는 인도네시아 발리섬에 거주하는 발리인들의 요리이다. 다양한 향신료를 사용하며, 신선한 야채, 고기, 생선이 주 식재료가 된다. 발리 요리는 인도네시아 요리의 일부로  발리 원주민의 전통 뿐만 아니라 중국 요리, 인도 요리로부터 영향을 받았다.

## 같이 보기
- 인도네시아 요리